# Cap deth Hòro de Molières
El Cap deth Hòro de Molières és una muntanya de 2.973 m d'altitud, amb una prominència de 36 m, que es troba a la capçalera de la Vall de Molières, entre els municipis de Vielha e Mijaran, a la comarca de la Vall d'Aran i Benasc a la Ribagorça.